# Joel Stallworth
Joel Stallworth (* 18. Januar 1983) ist ein ehemaliger US-amerikanischer Leichtathlet, der sich auf den Sprint spezialisiert hat. Seinen größten Erfolg feierte er mit dem Gewinn der Goldmedaille in der 4-mal-400-Meter-Staffel bei den Hallenweltmeisterschaften 2008 in Valencia.

## Sportliche Laufbahn
Joel Stallworth absolvierte ein Studium an der California State University, Stanislaus und war dort neben der Leichtathletik auch als Basketballspieler aktiv. Mit der US-amerikanischen 4-mal-400-Meter-Staffel startete er 2008 im Vorlauf der Hallenweltmeisterschaften in Valencia und trug damit zum Gewinn der Goldmedaille bei. Es blieb seine einzige Meisterschaftsteilnahme, ehe er 2012 seine aktive sportliche Karriere im Alter von 29 Jahren beendete.

## Persönliche Bestzeiten
- 400 Meter: 45,40 s, 26. Mai 2007 in Charlotte
- 400 Meter (Halle): 46,98 s, 24. Februar 2008 in Boston